# Couvent franciscain de Kreševo
Le couvent franciscain de Kreševo est un couvent de franciscains situé à Kreševo, dans la municipalité de Kreševo en Bosnie-Herzégovine. Fondé sans doute au XIVe siècle, il a subi de nombreux remaniements après 1970 ; il est aujourd'hui inscrit sur la liste des monuments nationaux de Bosnie-Herzégovine.